# Deserto del Kharan

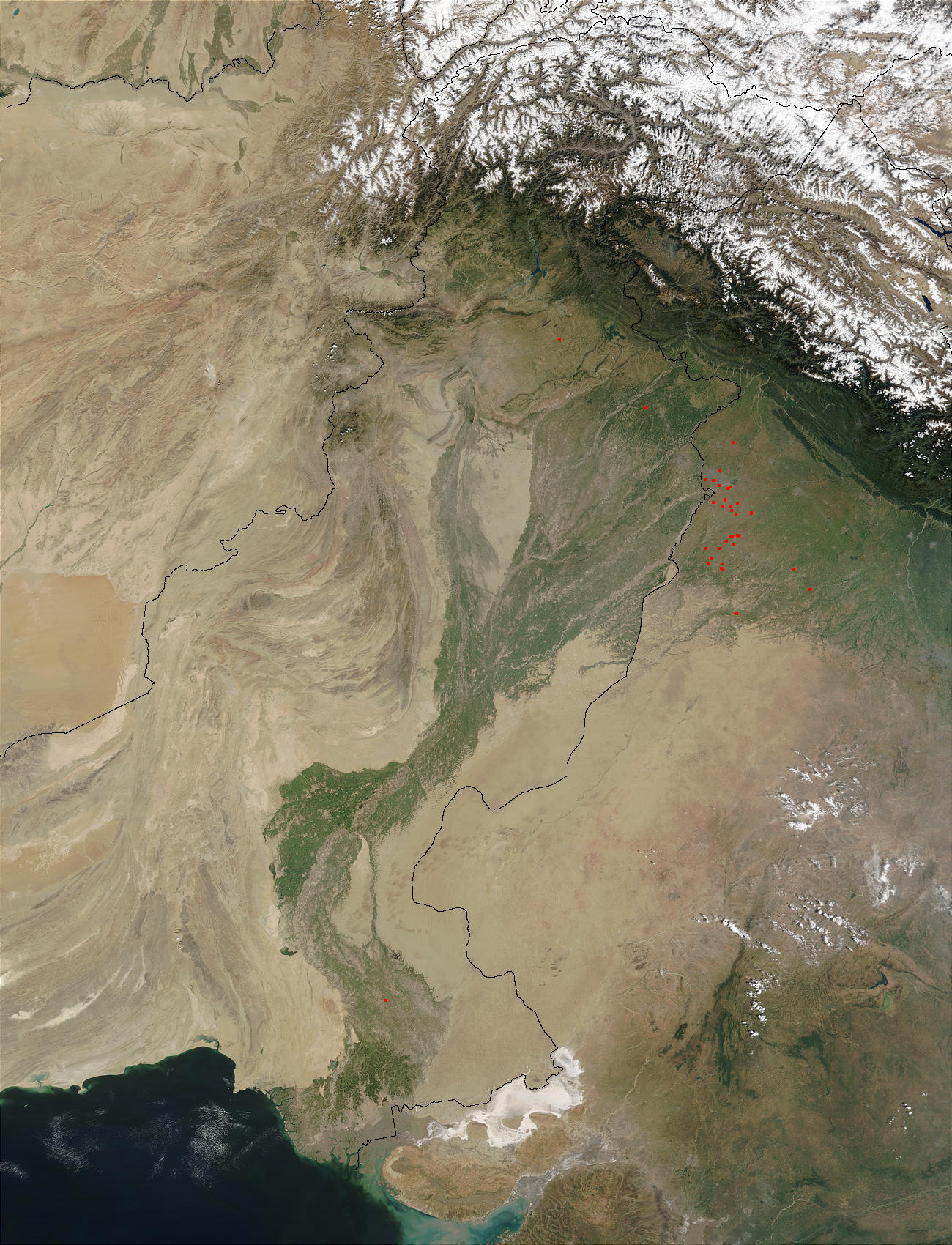
Vista satellitare della valle dell'Indo

Il deserto del Kharan (in lingua urdu: صحرائے خاران) è un deserto sabbioso e montuoso situato nella provincia del  Belucistan, nella parte sudoccidentale del Pakistan.
Il deserto fu la sede del secondo test nucleare del Pakistan, il Chagai-II, avvenuto il 30 maggio 1998.

## Caratteristiche
Il deserto è caratterizzato da altitudini elevate e temperature estreme.

Consiste per lo più di dune sabbiose che raggiungono altezze comprese tra 15 e 30 metri. Le aree tra le dune sono costituite da suolo arido e argilloso.
Le altitudini raggiungono i 1000 metri nella parte settentrionale e i 250 metri nella parte sudorientale.

Le precipitazioni medie annuali non superano i 100 mm. Nella regione si trovano anche laghi disseccati. Il deserto è conosciuto per i suoi miraggi e le forti tempeste di sabbia.